# 旧翅下綱
旧翅下綱または旧翅節（Paleoptera）は、昆虫綱を大きく分けた分類群の一つ。伝統的に、翅を持つがそれを腹部側へと畳むことが出来ない原始的な昆虫は旧翅下綱に属するとされている。一方、翅を腹部側へと畳める昆虫は新翅下綱に属するとされる。現生ではカゲロウ目とトンボ目のみがこれに含まれる。これらの昆虫は、羽を広げるか、背中に立てるかすることはできるが、腹部背面に平らに寝かせることは出来ない。昆虫の翅は胸部に2対あり、飛行時には左右に広げてこれを上下に羽ばたかせる。上記の二目の昆虫は、その動きの途中で翅を止めるわけである。それ以外の昆虫は広げた羽の先端を後方に回す形で腹部背面で重ねることができる（チョウなど一部の昆虫はトンボやカゲロウと同じように畳む）。

## 系統関係
この群が系統的にまとまった分類群（タクソン）と見なせるかについては議論がある。翅を畳むための構造や飛翔のメカニズムなどは、新翅下綱が単系統群であることを明らかに示している。問題は、翅を腹部側に倒すことが出来ないことは、必ずしも旧翅下綱が系統関係に基づいたグループであることを示すわけではないという点にある。すなわち、翅を畳めないという属性は単に新翅下綱以外の昆虫が偶然に共有しているものかもしれないのである。現在のところ、旧翅下綱に属する現生の2目（カゲロウ目およびトンボ目）と新翅下綱との系統関係はまだ解明されていない。この点に関しては現在三つの仮説が拮抗しているが、そのうち二つは旧翅下綱を側系統群、すなわち人為的な分類であり放棄すべきであるとしている。もし絶滅種の系統関係をも考慮に入れるならば、自然分類群としての旧翅下綱の概念は廃止されるかもしれない。